# Erik Ode
Erik Ode, geboren als Fritz Erik Signy Odemar (Berlijn, 6 november 1910 – Kreuth-Weißach, 19 juli 1983), was een Duits acteur, hoorspelregisseur en stemacteur.

## Jeugd en opleiding
Erik Ode werd geboren als zoon van de acteur Fritz Odemar en Erika Nymgau-Odemar. Fritz Odemar werkte onder andere mee in meerdere speelfilms van de UFA.
Reeds als twaalfjarige speelde Ode mee in de stomme film I.N.R.I. (1923). Samen met Max Colpet stichtte hij in Berlijn het cabaret Anti (1928). Na zijn toneelopleiding speelde hij theater en had hij kleine rollen bij de geluidsfilm. Tijdens de oorlog was hij werkzaam bij de troepenverzorging en werd tegen het einde als telegrafist opgeroepen. In 1942 trouwde Ode de Weense actrice Hilde Volk, met wie hij getrouwd bleef tot aan zijn levenseinde.

## Carrière
Na de Tweede Wereldoorlog speelde Ode bij de Komödie am Kurfürstendamm en maakte weer cabaret. Daarnaast regisseerde hij bij de nieuwe NWDR hoorspelen. In 1948 werd hij hoofdspelleider bij de zender RIAS. Op het podium was Ode te zien in stukken als Pygmalion van George Bernard Shaw en Charleys Tante. Ook voerde hij voor de MGM-synchroonstudio ook synchroonregie en trad op als synchroonspreker voor Frank Sinatra, Fred Astaire, Gene Kelly, Bing Crosby en Cary Grant. In de Duitse synchroonversie van Singin' in the Rain sprak Ode niet alleen, maar belastte hij zich ook met de te zingen gedeelten, omdat de songs ook in de Duitse taal werden gebracht.
Vanaf 1961 werkte Ode voor de televisie. In Nederland werd hij vooral bekend door zijn rol van inspecteur ('Kommissar') Herbert Keller uit de politieserie Der Kommissar van Herbert Reinecker, waarin hij van 1968 tot en met 1975 in 71 afleveringen samenspeelde met Fritz Wepper, als zijn assistent Harry en daarna in 27 afleveringen met Elmar Wepper. Deze serie was naast de ook door Reinecker geschreven serie Derrick een populaire krimiserie van het eerste tv-decennium in de Bondsrepubliek. Van 1978 tot 1980 speelde hij bij de ARD in de krimiserie Sonne, Wein und harte Nüsse de hoofdrol van de in rust zijnde politieman Eric Ott, die in zijn ouderenresidentie in de Provence de plaatselijke rechercheur Giraud ondersteunt bij de oplossing van zaken.

## Privéleven en overlijden
Nadat Ode in 1982 op een Münchner theaterpodium een flauwte had gekregen, trok hij zich om gezondheidsredenen terug uit het artiestenleven. Erik Ode overleed op 19 juli 1983 op 72-jarige leeftijd in Weissach/Tegernsee. Zijn as werd op zee uitgestrooid.

## Onderscheidingen
- 1973: Goldene Kamera
- 1970, 1971, 1972, 1975: Bambi
- 1981: Goldene Kamera

## Filmografie (selectie)

### Als acteur
- 1923: I.N.R.I.
- 1930: Das Kabinett des Dr. Larifari
- 1930: Ein Burschenlied aus Heidelberg
- 1931: Der Hochtourist
- 1932: Kavaliere vom Kurfürstendamm
- 1932: F.P.1 antwortet nicht
- 1933: Saison in Kairo
- 1933: Glück im Schloss
- 1933: Was Frauen träumen
- 1934: Charlies Tante
- 1935: Der Favorit der Kaiserin
- 1936: Der Dschungel ruft
- 1936: Mädchenjahre einer Königin
- 1937: Unter Ausschluß der Öffentlichkeit
- 1938: Rätsel um Beate
- 1938: Das Leben kann so schön sein
- 1939: Alarm auf Station III
- 1939: Wir tanzen um die Welt
- 1939: Ein hoffnungsloser Fall
- 1940: Karlsbader Reise. Im Volkswagen auf Goethes Spuren von Weimar nach Karlsbad (korte film)
- 1942: Einmal der liebe Herrgott sein (Professor Scherck-Klerck alias de hoteldief Pawlowitsch)
- 1942: Schluck und Jau (Gerhart Hauptmann)
- 1943: Tonelli
- 1943-1944: Eine kleine Sommermelodie
- 1945: Meine Herren Söhne
- 1948: Berliner Ballade [verteller]
- 1955: Meine Frau Susanne
- 1957: Liebe, Jazz und Übermut
- 1960: Schlagerraketen – Festival der Herzen
- 1964: Das Kriminalmuseum – Der stumme Kronzeuge (serie)
- 1965: Das Kriminalmuseum – Der Brief (serie)
- 1965: Förster Horn (Oberforstrat)
- 1965: Die fünfte Kolonne – Besuch von drüben (serie)
- 1966: Die fünfte Kolonne – Die ägyptische Katze (serie)
- 1966: Der schwarze Freitag
- 1967: Das Kriminalmuseum – Die Reisetasche (serie)
- 1968: Der Mann, der keinen Mord beging (meerdelig)
- 1969–1976: Der Kommissar (97 afleveringen)
- 1974: Hallo – Hotel Sacher … Portier! – Mein Freund Uwe (serie)
- 1977: Sonne, Wein und harte Nüsse (28 afleveringen)
- 1978: Polizeiinspektion 1 – Bitte ein Autogramm
- 1979: Die Geisterbehörde (televisiefilm)
- 1981: Schuld sind nur die Frauen

### Als regisseur
- 1950: Herrliche Zeiten
- 1950: Skandal in der Botschaft
- 1952: Das Land des Lächelns
- 1952: Der Kampf der Tertia
- 1953: Schlagerparade
- 1953: So ein Affentheater
- 1954: Der erste Kuß
- 1954: An jedem Finger zehn
- 1955: Musik im Blut (de levensgeschiedenis van de jazzmuzikant Kurt Widmann)
- 1955: Wunschkonzert
- 1956: Lügen haben hübsche Beine
- 1956: Heldentum nach Ladenschluß
- 1956: Bestseller (televisie)
- 1956: Der Mustergatte
- 1957: Eine große Liebe
- 1957: Liebe, Jazz und Übermut
- 1957: Und abends in die Scala
- 1957: Einmal eine große Dame sein
- 1958: Scala – total verrückt
- 1958: Ohne Mutter geht es nicht
- 1959: Wenn das mein großer Bruder wüßte
- 1959: Was eine Frau im Frühling träumt
- 1959: Die Liebe des Jahres (televisie)
- 1960: Das Fenster zum Flur (televisie)
- 1960: Schlager-Raketen
- 1961: Heute gehn wir bummeln
- 1962: Bubusch (televisie)
- 1962: Theorie und Praxis (televisie)
- 1963: Das Ende vom Anfang (televisie)
- 1963: Feuerwerk (televisie)
- 1963: Herr Lamberthier (televisie)
- 1963: Fräulein, schreiben sie! (televisie)
- 1963–1964: Meine Frau Susanne (televisieserie, 24 afleveringen)
- 1964: Der Kaiser vom Alexanderplatz (televisie)
- 1965: Wolken am Himmel (televisie)
- 1965: Mrs. Cheney’s Ende (televisie)
- 1965: Ein Ehemann vor der Tür (televisie)
- 1965: Förster Horn
- 1967: Crumbles letzte Chance (televisie)
- 1967: Keine Leiche ohne Lily (televisie)
- 1967: Liebesgeschichten (televisieserie, 1 aflevering)
- 1967–1968: Die Witzakademie (televisieserie, 6 afleveringen)
- 1969–1976: Der Kommissar in de afleveringen: 24e Eine Kugel für den Kommissar, 41e Kellner Windeck, 70e Die Nacht mit Lansky
- 1977: Preussenkorso 45-48 (televisie)
- 1977, 1980: Derrick (afleveringen Die Versuchung en Eine unheimlich starke Persönlichkeit)

### Als stemacteur
Bob Hope
- 1944: Das Korsarenschiff als Sylvester der Große
- 1959: Ein Schuß und 50 Tote als Milford Farnsworth
- 1961: Junggeselle im Paradies als Adam J. Niles

Frank Sinatra
- 1949: Heut’ gehn wir bummeln als Chip
- 1959: Eine Nummer zu groß als Tony Manetta

Fred Astaire
- 1949: Tänzer vom Broadway als Josh Barkley
- 1950: Drei kleine Worte als Bert Kalmar
- 1953: Vorhang auf! als Tony Hunter
- 1957: Seidenstrümpfe als Steve Canfield
- 1961: In angenehmer Gesellschaft als Biddeford 'Pogo' Poole

Gene Kelly
- 1951: Ein Amerikaner in Paris als Jerry Mulligan
- 1952: Singin’ in the Rain als Don Lockwood
- 1954: Brigadoon als Tommy Albright
- 1964: Immer mit einem anderen als Pinky Benson

Cary Grant
- 1959: Der unsichtbare Dritte als Roger Thornhill

- Bibliothèque nationale de France: cb165878999 (data)
- Gemeinsame Normdatei: 108078329
- International Standard Name Identifier: 0000 0000 0893 8627
- Library of Congress Control Number: n2006094361
- MusicBrainz: d4d36996-5b1c-432d-bccc-7fd98dfb2b91
- Virtual International Authority File: 7920446